# Luis Peña
Luis Antonio Peña, född 5 juli 1993 på en av amerikanska flottans örlogsbaser i Neapel i Italien, är en amerikansk MMA-utövare som sedan 2018 tävlar i organisationen Ultimate Fighting Championship.

## Bakgrund
Peña föddes till föräldrar anställda i amerikanska flottan stationerade i Neapel, Italien, men adopterades redan i ung ålder av ett latino-par. Han växte upp Little Rock, Arkansas och brottades framgångsrikt under sina high school-år. Han blev bland annat State Champion, delstatsmästare, i Arkansas.

## MMA-karriär

### Tidig karriär
Peña debuterade professionellt 17 september 2016 vid Fight Hard MMA galan mot Chris Petty (1-1) och vann matchen via KO i första ronden.
Efter fyra matcher under tre organisationers flagg hade Peña arbetat ihop ett perfekt facit om 4-0. Hans match vid Valor Fights 44-galan hade dessutom vunnit honom organisationens vakanta bälte i lättvikt.

### The Ultimate Fighter
Peña var en av deltagarna i The Ultimate Fighter 27: Undefeated. I avsnitt tre vann han mot Jose Martinez Jr. via enhälligt domslut, men drog på sig en vristskada som hindrade honom från att gå fler matcher i TV-serien. Dana White lovade honom dock en plats i finalen.

### UFC
Peña debuterade i UFC-sammanhang vid The Ultimate Fighter 27 Finale mot Richie Smullen som han besegrade via submission i första ronden.
Nästa match var mot den då obesegrade Michael Trizano, vinnaren av TUF 27s lättviktsturnering, vid UFC Fight Night: Korean Zombie vs. Rodríguez 10 november 2018. En match Peña förlorade via delat domslut.
Nästa match var mot Steven Peterson 23 mars 2019 vid UFC Fight Night: Thompson vs. Pettis Peña klarade inte invägningen utan vägde in på 148,5 lb/67,4 kg, fick böta 30% av sin purse till motståndaren, och matchen gick vid catchvikt. Han vann matchen via enhälligt domslut.
Peñas nästa match var vid UFC Fight Night: Moicano vs. Korean Zombie 22 juni 2019 och stod mot Matt Wiman som återvände till oktagonen efter ett 4,5 år långt uppehåll. Peña vann matchen via TKO i tredje ronden.
Nästa motståndare för Peña var Steve Garcia vid UFC Fight Night: Benavidez vs. Figueiredo skottdagen 2020. Matchen gick tiden ut och Peña vann via enhälligt domslut. I ringintervjun efter matchen bad han om ursäkt för poängvinsten. Enligt honom borde han vunnit via avslut.
Redan fyra månader senare gick Peña sin nästa match. Motståndare var Khama Worthy som ströp ut Peña via giljotin i tredje ronden.

## Tävlingsresultat
| Resultat | Facit | Motståndare               | Metod                   | Evenemang                                    | Datum             | Rond | Tid  | Plats                 | Notering                                         |
| -------- | ----- | ------------------------- | ----------------------- | -------------------------------------------- | ----------------- | ---- | ---- | --------------------- | ------------------------------------------------ |
| Vinst    | 1–0   | Chris Petty (USA)         | KO (slag)               | Fight Hard MMA                               | 17 september 2016 | 1    | 4:22 | St. Charles, MO, USA  |                                                  |
| Vinst    | 2–0   | Brandon Schehl (USA)      | Submission (rear-naked) | Shamrock FC 279                              | 2 december 2016   | 2    | 3:40 | Kansas City, MO, USA  |                                                  |
| Vinst    | 3–0   | Damir Ferhatbegovic (USA) | Submission (rear-naked) | Valor Fights 41                              | 18 mars 2017      | 2    | 4:47 | Elizabethton, TN, USA |                                                  |
| Vinst    | 4–0   | Kobe Wall (USA)           | Submission (kimura)     | Valor Fights 44                              | 22 juli 2017      | 3    | 3:40 | Rome, GA, USA         | Vann den vakanta lättviktstiteln                 |
| Vinst    | 5–0   | Richie Smullen (USA)      | Submission (giljotin)   | The Ultimate Fighter 27 Finale               | 6 juli 2018       | 1    | 3:32 | Las Vegas, NV, USA    |                                                  |
| Förlust  | 5–1   | Michael Trizano (USA)     | Domslut (delat)         | UFC Fight Night: Korean Zombie vs. Rodríguez | 10 november 2018  | 3    | 5:00 | Denver, CO, USA       |                                                  |
| Vinst    | 6–1   | Steven Peterson (USA)     | Domslut (enhälligt)     | UFC Fight Night: Thompson vs. Pettis         | 23 mars 2019      | 3    | 5:00 | Nasvhille, TN, USA    | Catchvikt, 148,5 lb/67,4 kg. Peña missade vikten |
| Vinst    | 7–1   | Matt Wiman (USA)          | TKO (slag)              | UFC Fight Night: Moicano vs. Korean Zombie   | 22 juni 2019      | 3    | 1:14 | Greenville, SC, USA   |                                                  |
| Förlust  | 7–2   | Matt Frevola (USA)        | Domslut (delat)         | UFC Fight Night: Jędrzejczyk vs. Waterson    | 12 oktober 2019   | 3    | 5:00 | Tampa, FL, USA        |                                                  |
| Vinst    | 8–2   | Steve Garcia (USA)        | Domslut (enhälligt)     | UFC Fight Night: Benavidez vs. Figueiredo    | 29 februari 2020  | 3    | 5:00 | Norfolk, VA, USA      |                                                  |
| Förlust  | 8–3   | Khama Worthy (USA)        | Submission (giljotin)   | UFC on ESPN: Poirier vs. Hooker              | 27 juni 2020      | 3    | 2:53 | Las Vegas, NV, USA    | Peña testade positivt för marijuana              |
| Vinst    | 9–3   | Alexander Munoz (USA)     | Domslut (delat)         | UFC on ESPN: Whittaker vs. Gastelum          | 17 april 2021     | 3    | 5:00 | Las Vegas, NV, USA    |                                                  |